# Moxos
Moxos é uma província da Bolívia localizada no departamento de El Beni, sua capital é a cidade de San Ignacio de Moxos. Situa-se ao norte do Departamento de Cochabamba, tem uma área de 33.316 km² e uma população de 21.114 habitantes (segundo o Censo INE 2012), com uma densidade de 0,63 habitantes/km², sendo uma das mais baixas da Bolívia.
Faz parte da região de Moxos, onde se desenvolveu a cultura hidráulica de Las Lomas, possivelmente há mais de 2.700 anos. Durante esse tempo, estruturas de montes foram criadas com uma variedade de funções, muitas delas relacionadas a enormes complexos de outras formas de terraplenagem, como cumes, aterros e canais.